# 세르게이 스타니셰프
세르게이 스타니셰프(불가리아어: Сергей Дмитриевич Станишев, 1966년 5월 5일 ~ )는 불가리아의 전 총리이자 불가리아 사회당의 총재이다.
우크라이나 소비에트 사회주의 공화국, 헤르손에서 태어났다. 모스크바 대학교에 입학하여 역사학 전공으로 1989년에 학사 학위를 취득하였으며 그 후 1994년에 같은 분야로 박사 학위를 받았다. 박사 논문의 제목은 《The system of service promotion of high ranking officials in Russia and its evolution during the second half of XIX century》이었다. 1998년에 모스크바 정치연구대학교에서 정치 과학을 전공하였으며 1999년부터 2000년까지 런던 정치경제대학교에서 국제 관계와 정치 과학 분야의 방문 연구원 생활을 하였다. 1995년에 불가리아 사회당의 외교 사무부의 직원이 되었고 1996년부터 2001년까지 외교 정책과 국제 관계 부장을 하였다. 2000년 5월에 불가리아 사회당 최고 회의 회원과 집행부원으로 선출되었다.
2001년에 불가리아 사회당의 지도자가 되었으며, 2005년 8월 16일에 불가리아 국회의 투표를 통해 168대 67로 불가리아 총리직을 승인받았으며, 8월 17일에 공식적으로 총리가 되었다. 2009년 7월 5일 불가리아 총선에서 보이코 보리소프가 이끄는 유럽발전시민당에게 패배하여 7월 27일 총리직에서 물러났다.

## 참고 자료
- (영어) Power struggle looms in Bulgaria - BBC 뉴스